# Toms Skujiņš
Toms Skujiņš (født 15. juni 1991 i Sigulda) er en professionel cykelrytter fra Letland, der er på kontrakt hos Lidl-Trek.
Han har blandt andet vundet tre etapesejre i Tour of California, mens sejren i Tre Valli Varesine 2018 var den første i et endagsløb. I 2019 blev han lettisk mester i linjeløb.